# Fritz Hartung (Jurist)
Fritz Hartung (* 4. April 1884 in Homberg, Bez. Kassel; † 14. Mai 1973 in Göttingen) war ein deutscher Jurist und nach 1945 bekannter Strafrechts- und Strafprozessrechtskommentator in der Bundesrepublik.

## Leben
Fritz Hartung war der Sohn eines Taubstummenlehrers in Homberg (Efze). Im März 1903 legte er das Abitur am Wilhelmsgymnasium Kassel mit guten Leistungen ab. Zunächst nahm er ein Studium der Altphilologie in Marburg auf. Im nächsten Semester wechselte er zur Rechtswissenschaft. In Marburg hörte er Ludwig Enneccerus und Ludwig Traeger. In seiner Studienzeit wurde er in der Marburger Burschenschaft Germania aktiv, der er zeitlebens verbunden blieb. Einer seiner Bundesbrüder war Reinhard Frank. Nach dem vierten Semester wechselte er für ein Semester nach Leipzig. Dort hörte er Rudolph Sohm, Adolf Wach und Karl Binding. Zum sechsten Semester kehrte er nach Marburg zurück und er legte nach dem siebten Semester Ende Januar 1907 die erste Staatsprüfung („gut“) ab. Danach trat er seinen Dienst als Rechtsreferendar am Amtsgericht Homberg an und begann er eine Doktorarbeit bei Friedrich André. Anfang Oktober 1907 begann er seinen Militärdienst im Infanterieregiment 114 in Konstanz abzuleisten. Als Unteroffizier schied er wieder aus und nahm im Oktober 1908 seinen Referendardienst bei der Strafkammer am Landgericht Kassel wieder auf. Kurz darauf musste er wegen einer aus der Militärdienstzeit verschleppten Krankheit bis zum Herbst 1909 pausieren. Dann durchlief er in Kassel die restliche Strafstation und die Zivilstation. Daran schloss sich die Anwaltsstation und die zweite Amtsgerichtsstation in Homberg an. Den Abschluss der Referendarszeit bildete die Station beim Oberlandesgericht Kassel. Dort arbeitete er unter Karl Martin und Walter von Hagens. Die zweite Staatsprüfung legte im Dezember 1912 („gut“) ab und wurde im selben Jahr Assessor. Im April 1913 wurde er Hilfsarbeiter bei den Justitiaren im Reichspostministerium. In Berlin nahm er eine Zeit lang an einem Seminar von Franz von Liszt teil. Diese 1 ½ Jahre bezeichnete er als die glücklichsten Jahre seines Lebens. Im August 1914 wurde er eingezogen. Im Ersten Weltkrieg wurde er im Infanterieregiment 20 an der Westfront und in Serbien eingesetzt. Am 1. März 1915 wurde Fritz Hartung Amtsrichter beim AG Frankfurt/M. Diese Nachricht erreichte ihn im Schützengraben an der Aisne. Er bekleidete den Rang eines Leutnants der Reserve und wurde ausgezeichnet mit dem Eisernen Kreuz I. Klasse. Nach einer Erkrankung 1916 ("g.v. Heimat") wurde er ab März 1917 als Adjutant im Stabsdienst verwendet und ab Oktober 1917 bis Kriegsende war er in der Etappeninspektion der 7. Armee, bei der er schließlich stellvertretender Generalstabsoffizier wurde. Am 18. Dezember 1918 wurde er in Treysa demobilisiert. Neujahr 1919 trat er die Stelle am Amtsgericht Frankfurt am Main an. Nach dem Krieg wurde er Syndikus beim Wohnungsamt Frankfurt (April 1919 bis Mai 1920). In den Gerichtsferien verlobte er sich mit Else Stoffers, der jüngsten Tochter des Stadtkämmerers von Hameln, Wilhelm Stoffers, die er im Januar 1920 in Hameln heiratete. Nach den Gerichtsferien wurde Hartung als Hilfsrichter an das Oberlandesgericht Frankfurt abgestellt.

### Justizministerialrat in der Weimarer Republik
Im Juni 1920 wurde Hartung Hilfsarbeiter im Preußischen Justizministerium, nach dem Schreiben im April des Ministeriums zunächst "einige Monate als Ferienvertreter". Dort wurde er der Strafabteilung zugewiesen und bearbeitete Gnadensachen. Er lernte im Ministerium Albert Hellwig kennen, der zeitgleich mit ihm berufen wurde, und freundete sich mit ihm an. 1921 wurde die Altersgrenze für Beamten eingeführt. Daher rückte Hartung zum Referenten für den Strafprozess, und zum Korreferenten für das materielle Strafrecht auf. Er wurde zugleich zum Oberjustizrat befördert und damit endgültig in das Ministerium übernommen. 1923 wurde er Ministerialrat. Er arbeitete eng mit der parallelen Strafrechtsabteilung im Reichsjustizministerium zusammen, in dem Erwin Bumke Ministerialdirektor war, und arbeitete mit den Ministerialräten Leopold Koffka, Wilhelm Kiesow (Strafverfahrensrecht) Leopold Schäfer (materielles Strafrecht) und mit Wolfgang Mettgenberg (internationales Strafrecht). Hartung wirkte an verschiedenen Gesetzen und Verordnungen mit: Er wirkte am Jugendgerichtsgesetz 1923 mit. Er begutachtete ablehnend den Entwurf Goldschmidt/Schiffer von 1919/20 (E GRSt), der in die Emminger-Novellen mündete, und sorgte für deren Umsetzung in Preußen. Dadurch verfasste er 1924 die Novelle zur Preußischen Schiedsmannsordnung. Bis dahin war in § 33 gleichlaufend mit § 380 StPO der Sühneversuch nur bei Beleidigungen obligatorisch, die den Sühneversuch bei Körperverletzungen nur zuließ, falls der Verletzte erst den Weg zum Schiedsmann wählen wollte. Die von Hartung verfasste Novelle dehnte die Sühnepflicht auf sechs Deliktsgruppen aus. Auf dieser Neufassung von 1924 bauen die neueren Schiedsmannsgesetze auf. Der Schiedsmannszeitung stand er als Herausgeber und Schriftleiter von 1926 bis 1967 vor. Von 1924 bis 1929 war er mit der Strafrechtsreform beschäftigt. Er war nach seiner Aussage Anhänger der Schule von Liszt („Marburger Programm“). Daher war für die spezialpräventive Straftheorie mit ihren Strafzwecken Sicherung, Besserung und Abschreckung, die er als Bestandteil eines Täterstrafrechts ansah. Aus dieser Zeit stammt auch eine lebenslange Bekanntschaft mit Alfred Bozi, dem Vater des Konzepts der Resozialisierung.
Er erarbeitete für den amtlichen Entwurf von 1925 zu einem "allgemeinen deutschen Strafgesetzbuch", der 1927 in den Reichstag eingebracht und bis 1930 beraten wurde, das Einführungsgesetz und das Strafvollzugsgesetz. An der beschlossenen Strafregisterverordnung von 1926 hat er mitgearbeitet. Zusammen mit Mettgenberg entwarf er das deutsche Auslieferungsgesetz.

### Reichsgerichtsrat 1929 bis 1945

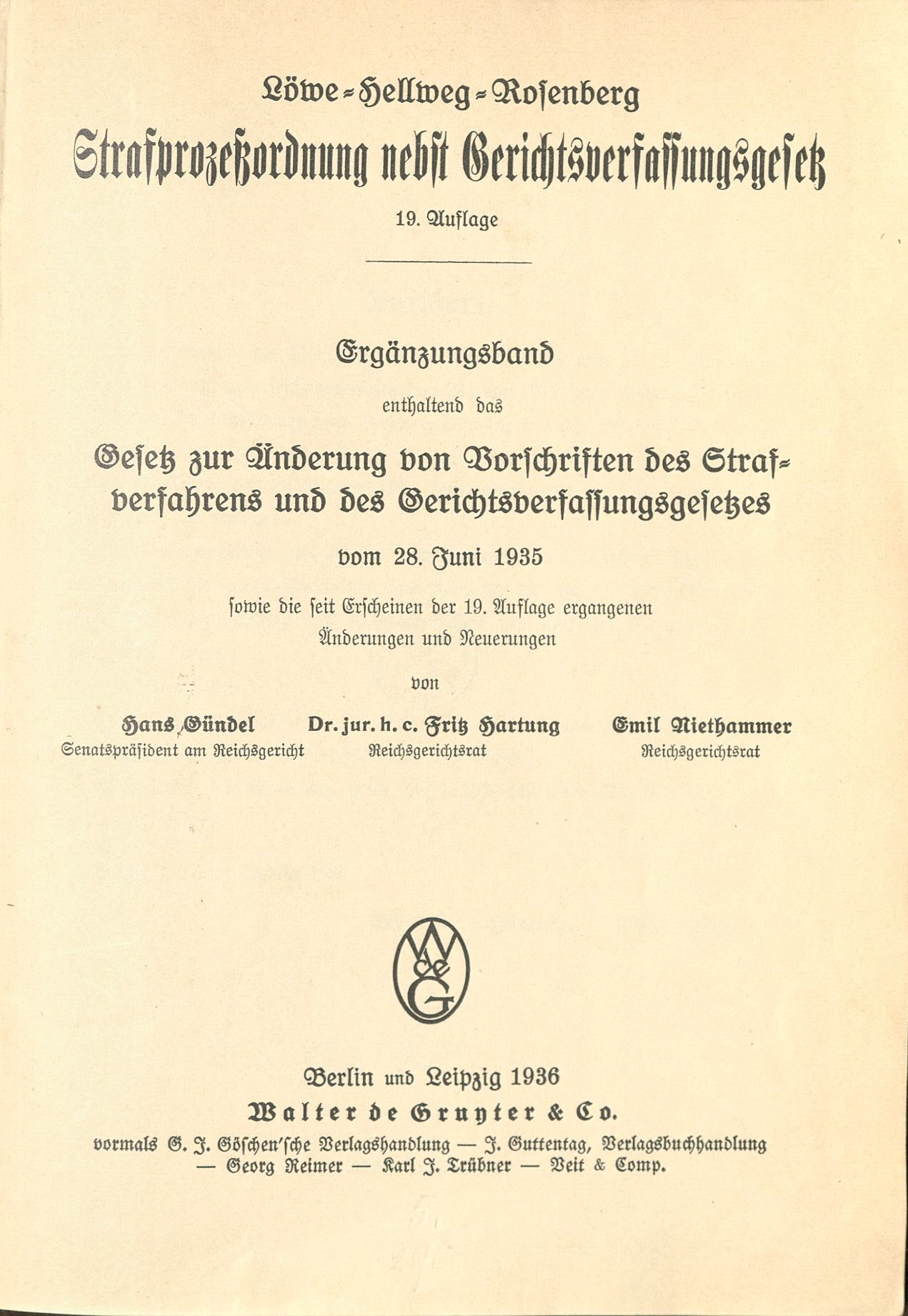
Kommentar zur Strafprozessordnung (1936)

Am 18. November 1929 wurde Hartung vom preußischen Justizminister Hermann Schmidt, dessen Ziel „eine gezielte Personalpolitik im demokratische Sinne“ war, als Kandidat für das Reichsgericht in Leipzig benannt. Kurz zuvor im August ist er dem Republikanischen Richterbund beigetreten, und im September der DDP. Nachdem dieses „opportunistische[n] Bekenntnis zur Demokratie“ Erfolg hatte, trat er umgehend aus der DDP aus, aus dem Republikanischen Richterbund zog er sich im Frühjahr 1932 zurück.
Zum Reichsgerichtsrat wurde er am 1. Dezember 1929 ernannt. 1930 verlieh ihm die Universität Münster die Ehrendoktorwürde. Die Universität Halle habilitierte ihn 1930 ohne Vorlage einer Arbeit. Von 1931 bis 1933 war Fritz Hartung Privatdozent an der Universität Halle, die versuchte Ernennung zum Honorarprofessor scheiterte. Im Herbst 1933 verzichtete der dem IV. Zivilsenat zugeordnete auf die Venia legendi. 1934 kehrte er in den 3. Strafsenat des Reichsgerichtes zurück und gehörte dem Senat bis zum Ende 1945 an. In dieser Funktion hatte Hartung auch die „Rassenschande“-Rechtsprechung des 3. Strafsenats mit zu verantworten. Das Gesetz zum Schutze des deutschen Blutes und der deutschen Ehre vom 15. September 1935 hatte der 3. Strafsenat extensiv ausgelegt, ohne vom Wortlaut her dazu gezwungen gewesen zu sein. Er selbst hatte den stellvertretenden Vorsitz des Senats inne. Er selbst vertrat nach 1945 die These, unter der Leitung des Reichsgerichtspräsidenten Erwin Bumke habe der 3. Strafsenat "Schlimmeres verhütet".
Vielmehr sagte er 1971: „auf juristischem, insbesondere strafrechtlichem Gebiet hat das nationalsozialistische Regime … Fortschritte von grundlegender Bedeutung gebracht …, Verbesserungen, die bis heute Bestand haben und aus dem Strafrecht nicht mehr wegzudenken sind“.
Nach Hartungs Erinnerung, habe er im Badewannenfall ad hoc die extreme Ausdehnung der subjektiven Täterschaftslehre vorgeschlagen, um ein junges Mädchen, das das neugeborene Kind der Schwester auf deren inständiges Geheiß ertränkt hatte, vor der Todesstrafe zu retten. Der Vorschlag lag dem einstimmig beschlossenen Urteil vom 19. Februar 1940, in dem nur auf Beihilfe zum Mord erkannt wurde, zu Grunde (erst seit 1975 wird nach § 25 StGB jemand, der die Tat selbst begeht, immer als Täter bestraft).

### Nachkriegszeit
1945 ging er zurück in seine Heimatstadt Homberg. Anfang August 1945 wurde er von der amerikanischen Besatzungsmacht verhaftet. Aus der Haft wurde er Ende Mai 1946 entlassen. Ein darauf folgendes Spruchkammerverfahren in Fritzlar stufte ihn als „entlastet“ ein.
Vom Wintersemester 1946/47 bis Frühjahr 1948 war er als Lehrbeauftragter an der Universität Marburg tätig, bis er wegen der Mitgliedschaft in der NSDAP vom Befreiungsministerium in Wiesbaden entlassen wurde, das das Spruchkammerverfahren kassierte und die Entlassung anordnete. Hartung führt in seinen Memoiren die Kassation auf einen NS-Propagandaartikel in der Schiedsmannszeitung zurück, der versehentlich seinen Namen trug. Im Mai wurde er in einem erneuten Spruchkammerverfahren verurteilt. Ab Februar 1949 gewährte ihm das Land Hessen einen Pensionsvorschuss von 275 DM netto. Ab November 1951 erhielt er eine reguläre Pension auf Grund Art. 131 Grundgesetz.
Nach 1949 war Hartung Strafrechts- und Strafprozesskommentator. Wegen des Göttinger Mensurenprozesses gerieten Eberhard Schmidt und Hartung aneinander. Schmidt vertrat die Ansicht, die Anerkennung einer körperlichen Auseinandersetzung als Sportkampf sei notwendig von der Einschätzung des Deutschen Sportbunds oder einer anderen Fachorganisation abhängig. Hartung nahm dagegen die traditionelle Position ein.
Mit über 75 Jahren berief ihn die Bundesregierung als Sachverständigen in ihre Kommission zur Reform des Strafrechts, wo er noch jahrelang mitwirkte. Maßgeblich beteiligt war Hartung auch an der Gründung des Bundes Deutscher Schiedsmänner und Schiedsfrauen im Jahre 1950, zu dessen Ehrenvorsitzenden er 1952 ernannt wurde.

## Organisationszugehörigkeit
- Ende 1918 bis 1920 SPD[10]
- Demokratischer Club.[11]
- Ab September 1929 Republikanischer Richterbund.[11][5]
- Ende August bis 30. November 1929 Deutschnationale Volkspartei (Kaul), Deutsche Demokratische Partei (Godau-Schüttke)[5]
- 1. Mai 1937 Eintritt in die NSDAP (Mitgliedsnummer 5.638.626),[12] Blockleiter.[11]

## Ehrungen
- Im Ersten Weltkrieg Eisernes Kreuz I. Klasse
- 1930 Doktor h. c. der Universität Münster
- 20. April 1938 Goldenes Treue-Dienstzeichen
- 30. Januar 1945 Kriegsverdienstkreuz II. Klasse
- 1963 Johann-Stephan-Pütter-Medaille der Universität Göttingen

## Herausgeber
- Herausgeber und Schriftleiter der Schiedsmannszeitung 1926–1967
- Schriftleiter der „Entscheidungen des Reichsgerichts in Strafsachen“ und des „Nachschlagewerks“ bis 1945

## Werke
- Kommentar zur Schiedsmannsordnung 1. Auflage 1925.
- Ist die Bestimmungsmensur strafbar? (PDF; 7,3 MB). Rechtsgutachten, Berlin 1955.
- Das Steuerstrafrecht : Kommentar zu d. Bestimmungen d. 3. Teiles (Abschnitt I) d. Reichsabgabenordnung, 2. Aufl., Berlin, Frankfurt a. M. 1956.
- Jurist unter vier Reichen [sic!], Köln, Berlin, Bonn, München 1971.
- Straßenverkehrsrecht; von Johannes Floegel begründeter Kommentar, in 8. bis 16. Auflage von Fritz Hartung bearbeitet (Nachfolger Heinrich Jagusch, Peter Hentschel, Peter Dauer, Peter König)